# Kurtaran, Musabeyli
Kurtaran là một xã thuộc huyện Musabeyli, tỉnh Kilis, Thổ Nhĩ Kỳ. Dân số thời điểm năm 2010 là 259 người.